# Brook Taylor
Brook Taylor (n. 18 august 1685 în Edmonton, Anglia - d. 30 noiembrie 1731 la Londra) a fost matematician englez ale cărui cele mai notabile contribuții matematice sunt Teorema Taylor și Seriile Taylor. Brook Taylor a fost un om talentat, printre altele s-a mai ocupat și de muzică, pictură și filozofie.

## Biografie
În 1701 intră la Colegiul St. John`s de la Cambridge, unde studiază matematica.
În 1712 a fost admis ca membru al Societății Regale de la Londra. Doi ani mai târziu devine secretar al acestui înalt for științific, funcție pe care o deține timp de patru ani.
Face mai multe vizite în Franța întâlnind diverși matematicieni, ca Abraham de Moivre, Johann Bernoulli cu care întreține o intensă corespondență.

## Opera

### Contribuții originale

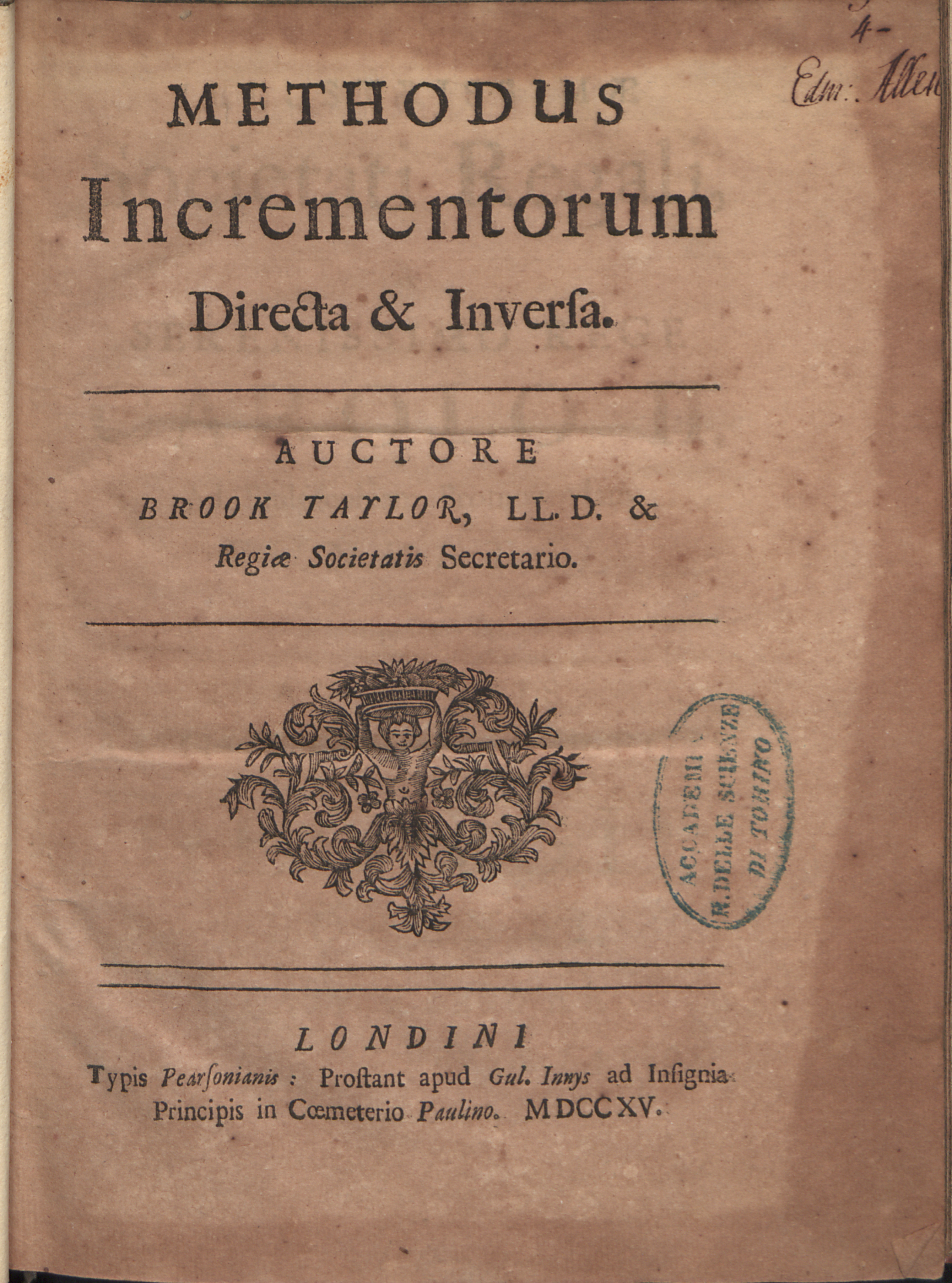
Methodus incrementorum directa et inversa, 1715

- În 1708 rezolvă problema oscilațiilor
- 1712: abordează problema seriilor de puteri ale funcțiilor diferențiabile
- În 1715 se ocupă de Metoda diferențelor finite; astfel creează o nouă ramură a matematicii - calculul diferențial
- seria Taylor
- formula Taylor
- teorema Taylor

### Lucrări
- 1715 - Methodus incrementorum directa et inversa, capodopera matematică a lui Brook Taylor în care tratează Metoda diferențelor finite, ecuații diferențiale și unde, și, pentru prima oară în istoria matematicii, pune bazele matematice ale studiului coardei vibrante. Tot aici introduce o nouă ramură a matematicii moderne - calculul diferențial.
- 1715 - Essay on Linear Perspective, Londra - În lucrare sunt enunțate câteva principii de bază ale artei
- 1719 - On the Jewish Sacrifice și On the Lawfulness of Eating Blood— două lucrări neterminate de factură eseistică cu puternice tente filozofice și religioase
- 1793 - Contemplatio philosophica, lucrare filozofică apărută postum